# Штуцање
Штуцање је контракција дијафрагме која се понавља неколико пута у минути. Код људи уплив ваздуха у плућа узрокује затварање поклопца (лат. epiglotisa), стварајући карактеристичан звук „хик”. У медицини, познат је као synchronous diaphragmatic flutter (SDF). Штуцање није вољни чин и обухвата посебан рефлексни лук. Напади штуцања обично се заустављају без интервенције. Међутим, хронично штуцање може захтевати лечење.

## Узроци
Штуцање узрокују поремећаји централног и периферног нервног система почевши од надражаја или повреде френичног нерва (nervus phrenicus- живац дијафрагме) до токсичних и метаболичких поремећаја наведеног система. Такође јавља се након узимања алкохолних и газираних пића и зачињене хране. Смех и брза храна могу такође бити узрок.

## Филогенетска хипотеза
Кристиан Штраус и сарадници са Универзитета у Калгарију претпоставили су да је штуцање остатак рефлекса који имају водоземци који једноставно гутају ваздух и воду користећи рефлекс који одговара рефлексу штуцања код сисара. Као потврда ове хипотезе, констатује се да током развоја фетуса, рефлекси штуцања развијају се пре одвијања дисања. Због тога, лечење би било предусмеравање нормалне респираторне функције.

## Лечење штуцања
Обично се заустави без терапије. Постоје бројни третмани у народу попут: препадање, пијење воде, кашичице сирћета, путера од кикирикија и слично.
Осип се лечи лековима ако се изрази и неспонтано зауставља. Једној девојци, штуцање је трајало до 5 недеља без престанка. Haloperidol (Haldol, антипсихотик и седатив), metoclopramide (Reglan, гастроинтестинални стимулант), i chlorpromazine (Thorazine, јак антипсихотик) се користе за терапију дуготрајних и упорних штуцавица. У тежим и отпорнијим случајевима, понекад је потребан baklofen против спазмодија за сузбијање штуцања. Ефикасно лечење седативима често захтева дозу која ће паралисати ум и учинити га послушним. Упорно штуцање због поремећене равнотеже електролита, мањак калијума (хипокалемија) и натријума (хипонатремија) може се поправити пијењем пића која садрже натријум, калијум и бикарбонате. Карбонати олакшавају ресорпцију калијума, али код неких људи то може изазвати бес.